# Bentheim-Limburg
Bentheim-Limburg fu una Contea del Sacro Romano Impero, originatasi dalla sivisione del Bentheim-Steinfurt nel 1606. Venne riunita al Bentheim-Steinfurt nel 1632.

## Conte di Bentheim-Limburg (1606 - 1632)
- Corrado Gumberto (1606 - 1632)